# Зауербратен

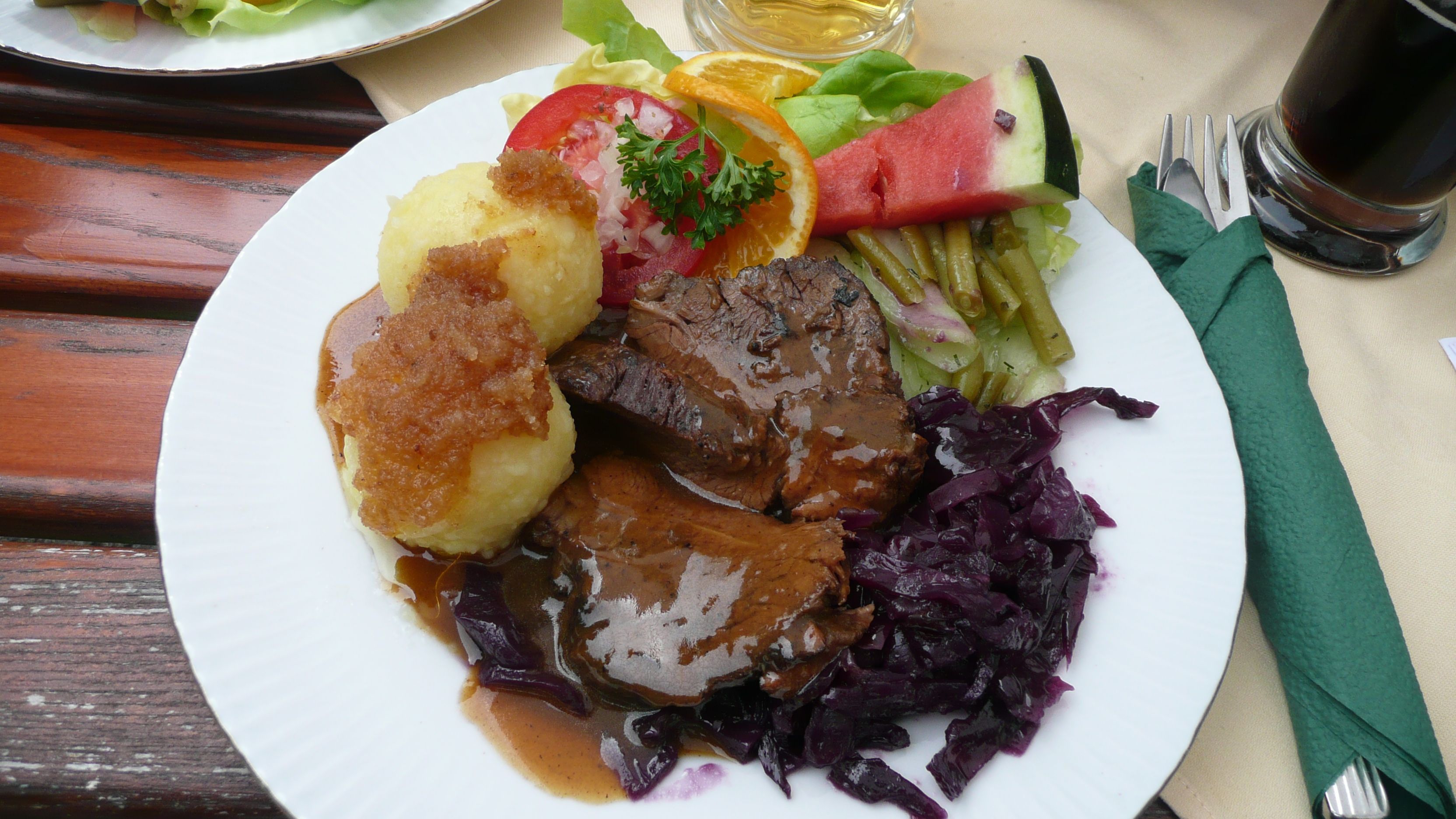
Зауербратен по-саксонськи, сервірований з картопляними галушками і тушкованою червоноголовою капустою

Зауербратен (нім. Sauerbraten — букв. «кисла печеня») — печеня з попередньо замаринованого у винному оцті м'яса, зазвичай яловичини, але також конини (традиційно на Рейні), свинини, кролятини та дичини. Традиційна страва німецької кухні, за відомостями Вольфрама Зібек не має аналогів в інших країнах, відомо в різних регіональних варіантах, наприклад: по-Ррейнські, по-баденські, по-швабськи, по-франконськи, по-саксонськи або по-вестфальськи. В уявному трохи екзотичному рейнському рецепті зауербратена присутні родзинки, соусний пряник та яблучна паста. За легендою, Марлен Дітріх, любителька традиційної німецької кухні та відмінний кулінар, якось в мюнхенському ресторані відмовилася від запропонованого їй креветочного коктейлю зі словами: «О, прошу вас, таке я всюди можу замовити. Дайте мені зауербратен, галушки і… штейнхегер!»
Для приготування зауербратена до термічної обробки свіже м'ясо витримується протягом декількох днів і аж до тижня в маринаді в прохолодному місці при температурі не вище 12—14 °С. Оцет у маринаді розбавляють водою або червоним вином, додають цибулю, моркву та прянощі: лавровий лист, гвоздику, чорний перець. Перед обсмаженням замариноване м'ясо ретельно промокають. Після обсмажування м'ясо гасять маринадом і тушкують з овочами з маринаду, за потреби додаючи ще маринаду або води. Отриманий м'ясний соус залежно від рецепта підсолоджують цукровим сиропом, яблучною пастою, родзинками або спеціальним подрібненим соусним пряником, який одночасно згущує соус замість борошна або крохмалю. Зауербратен сервірують з картопляними галушками, відвареною картоплею, макаронними виробами або салатом. У Баварії схожим чином маринують і гасять яловичину «бефламот».